# Chie Tanaka
Chie Tanaka (田中 千絵, Tanaka Chie), née le 17 août 1981 à Tokyo (Japon), est une actrice japonaise.

## Filmographie sélective

### Cinéma
- 2002 : Ping pong (ピンポン, Pinpon?) de Fumihiko Sori
- 2005 : Initial D (頭文字D?) de Andrew Lau
- 2008 : Cape No. 7 (海角七號, Hai jiao qi hao?) de Wei Te-sheng
- 2011 : Seediq Bale (賽德克‧巴萊, Sàidékè Balái?) de Chiu Row-long